# Арсенич Петро Іванович
Петро́ Іва́нович Арсе́нич (24 січня 1934, Нижній Березів, Косівський район, Івано-Франківська область — 20 березня 2017, Івано-Франківськ) — український науковець, історик, пов'язаний з дисидентським рухом 1970-х років. Заслужений працівник культури України (1991), член Національної спілки краєзнавців України. Керівник науково-редакційного відділу «Звід пам'яток історії та культури України. Івано-Франківська область» (1990—2006 рр.). Доцент кафедри народознавства Прикарпатського університету ім. В.Стефаника (в 1992—1997 рр.). 

## Життєпис
Арсенич Петро, син Івана і Параски, народився 24 січня 1934 року в селі Нижньому Березові, тепер Косівського району Івано-Франківської області, у родині учасників визвольних змагань 1918—1923 рр. За етнічною приналежністю був гуцулом.
1942—1949 — навчався у семирічній школі в рідному селі.
1949 — вступив до Коломийського педагогічного училища, але через відмову записатися в комсомол був виключений.
1950—1953 — учень 8-10 класів Середньоберезівської середньої школи.
1953—1958 — студент історичного факультету Київського держуніверситету ім. Т. Шевченка.
Після арешту Валентина Мороза звільнений з викладацької роботи в Івано-Франківському педінституті й Петро Арсенич.
Петро Іванович — один із засновників обласного Товариства охорони пам'яток історії та культури, Товариства «Просвіта», «Меморіалу», НРУ.
У 2006—2009 рр. — голова Івано-Франківського ОО ВУТ «Просвіта» ім. Т. Шевченка.

## Нагороди
- Лауреат премій ім. П. Чубинського (1991), І. Вагилевича (1994), М. Підгірянки (1995), Д. Яворницького (2008), П. Тронька (2014).
- Указом Президента України № 1093/2011 від 1 грудня 2011 року нагороджений ювілейною медаллю «20 років незалежності України»[2].

## Основні праці
- Гуцульщина: історико-етнографічне дослідження / П. І. Арсенич, М. І. Базак, З. Є. Болтарович [та ін.] ; АН УРСР, Львів. відділення Ін-ту мистецтвознавства, фольклору та етногр. ім. М. Т. Рильського. — Київ: Наук. думка, 1987. — 472 с. : кольор. іл.
- Березуни (біографічні відомості про уродженців Нижнього Березова Косівського району) / П. І. Арсенич. — Івано-Франківськ, 1994. — 32 с.
- Родина Шухевичів. Коломия, 1995;
- Українські лікарі Прикарпаття. Коломия, 1995;
- Прикарпаття в житті Каменяра: монографія / П. І. Арсенич. — Івано-Франківськ: Лілея-НВ, 1996. — 80 с.
- Українські правники в національному відродженні Галичини: 1848—1939 рр. Ів.-Ф., 1996;
- Родина Озаркевичів: біогр.-худож. вид. / П. І. Арсенич ; ред.: М. Андрусяк, О. Максимонько. — Коломия: Вік, 1998.
- Родина Бандерів. Ів.-Ф., 1998 (співавт.).
- Володимир Шухевич (1849—1915): життя і культурно-громадська та етнографічна діяльність. До 150-річчя від дня народження: іст.-краєзнавче вид. / П. І. Арсенич ; ред. О. Максимонько. — Івано-Франківськ: Нова Зоря, 1999. — 88 с. : іл.